# Duvaliaranthus
×Duvaliaranthus là chi thực vật có hoa trong họ Apocynaceae.